# Михоэлс, Соломон Михайлович
Соломо́н Миха́йлович Михо́элс (идиш שלמה מיכאָעלס‎ — Шлоймэ Михо́элс, настоящая фамилия — Во́вси; 4 [16] марта 1890, Динабург, Витебская губерния, Российская империя — 13 января 1948, Минск, Белорусская ССР, СССР) — актёр и режиссёр советского театра на идише, театральный педагог, общественный деятель. Народный артист СССР (1939). Лауреат Сталинской премии ll степени (1946). Кавалер ордена Ленина (1939).
13 января 1948 года убит сотрудниками МГБ СССР. Согласно показаниям В. Абакумова, убийство было совершено по приказу Сталина. Убийство было замаскировано под дорожно-транспортное происшествие.

## Биография

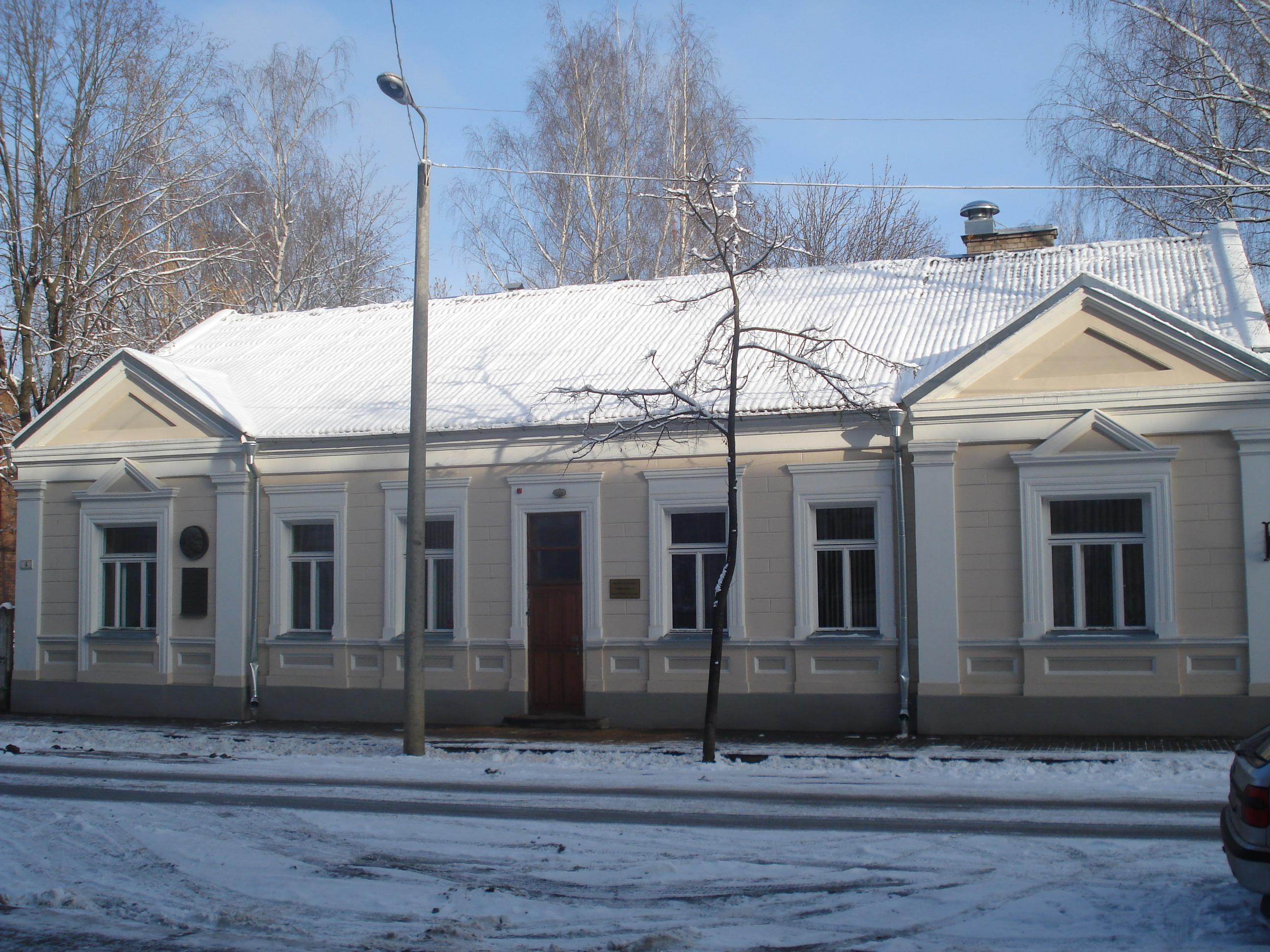
Дом на улице Постоялой в Двинске (ныне улица Михоэлса, 4 в Даугавпилсе), в котором родился Михоэлс

Родился 4 (16) марта 1890 года в Динабурге (ныне — Даугавпилс, Латвия) в семье купца второй гильдии Михеля Мееровича Вовси и его жены Башевы Хаимовны Вовси. Семья поселилась в Риге, когда он был ребёнком, жила на Большой королевской улице, № 49.
В 1903 году окончил хедер (еврейская начальная религиозная школа для мальчиков). По словам самого актёра, он «лишь в тринадцать лет начал обучаться систематически светским наукам и русскому языку». В 1905—1908 годах учился в Рижском реальном училище. Участвовал в художественной самодеятельности, выступал с концертами в гимназиях. В 1909—1910 годах — репетитор в Риге. В 1911—1913 годах учился в Киевском коммерческом институте (ныне Киевский национальный экономический университет имени Вадима Гетьмана), но окончить его не смог — был исключён за участие в студенческих волнениях. С 1915 по 1918 год учился на юридическом факультете Петроградского университета.
В 1918—1919 годах учился в организованной в Петрограде Еврейской школе сценических искусств А. М. Грановского. С 1919 года — на сцене Еврейской театральной студии (Еврейский камерный театр). Играл в пьесах «Слепые» Метерлинка (постановка А. Грановского), «Амнон и Томор» Ш. Аша, «Уриэль Акоста» К. Гуцкова, в собственной пьесе «Строитель». С 1919 года выступал под сценическим псевдонимом «Михоэлс» (дословно: сын Михла).
В 1920 году вместе со студией переехал в Москву. В 1925 году студия была преобразована в Московский государственный еврейский театр (Московский ГОСЕТ). В 1928 году гастролировал с ГОСЕТом в Германии, Франции, Бельгии, Нидерландах и Австрии. После невозвращения А. М. Грановского из-за границы, с 1929 года — художественный руководитель и главный режиссёр этого театра.
С 1931 года, наряду с театральной работой, преподавал в училище при театре (позже — Московское государственное еврейское театральное училище (МГЕТУ)) (с 1941 года — профессор).
С 1939 года — член Художественного совета Комитета по делам искусств при СНК СССР.
В годы войны вместе с театром ГОСЕТ в 1941 году эвакуировался в Ташкент, где участвовал в работе не только еврейского театра, но и Узбекского театра драмы имени Хамзы, а также Узбекского государственного театра оперы и балета.
В феврале 1942 года, когда по инициативе советского руководства для «вовлечения в борьбу с фашизмом еврейских народных масс во всём мире» был создан Еврейский антифашистский комитет (ЕАК), стал первым председателем этого комитета. В 1943 году от ЕАК ездил в США, Канаду, Мексику и Великобританию с пропагандистскими заданиями организации финансовой поддержки военных действий СССР. В течение поездки встречался с такими выдающимися деятелями науки и искусства, как  Альберт Эйнштейн и Чарли Чаплин.
В феврале 1944 совместно с Ициком Фефером и Шахно Эпштейном написал письмо Сталину с просьбой об организации еврейской автономии в Крыму.
Был членом Президиума Всероссийского театрального общества и ЦК профсоюза работников искусств.

### Убийство

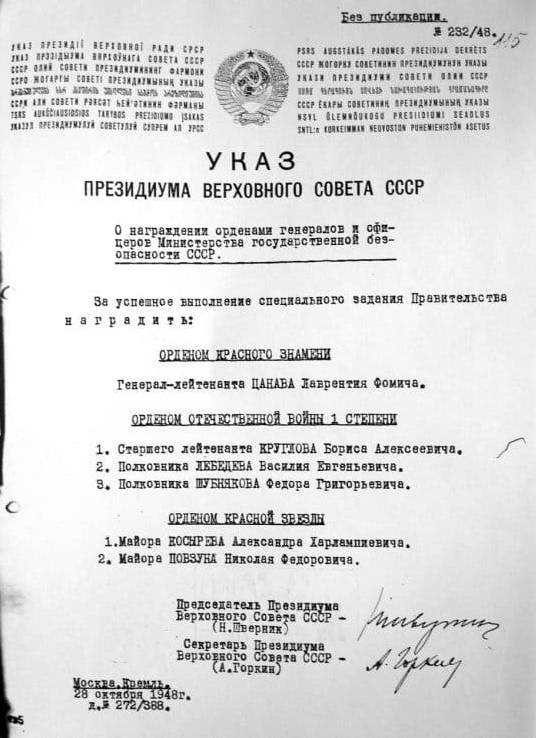
Секретный Указ о награждении участников убийства Михоэлса

Убийство Михоэлса было совершено 12 января 1948 года в Минске. Он был убит по прямому приказу Сталина сотрудниками Министерства государственной безопасности СССР. Убийство было замаскировано под несчастный случай — гибель в автокатастрофе. Вместе с Михоэлсом был также убит театровед и агент МГБ Владимир Голубов, участвовавший в похищении Михоэлса. Обстоятельства совершения преступления стали известны после смерти Сталина в 1953 году, однако уголовное дело не возбуждалось и наказания участники убийства не понесли.
В том же 1948 году ЕАК был распущен, а большинство его участников вскоре подверглись репрессиям. В июле 1949 года был закрыт и театр ГОСЕТ.
Похоронен Соломон Михоэлс на Донском кладбище в Москве.
Во время «дела врачей» в начале 1953 года был арестован троюродный брат С. Михоэлса, военный врач М. Вовси, а он сам посмертно объявлен в газете «Правда» участником заговора врачей-вредителей. Из аппарата ЦК КПСС поступило указание изъять из библиотек все книги и альбомы о С. Михоэлсе. Из-за последовавшей через месяц с небольшим смерти И. Сталина и освобождения арестованных по делу имя С. Михоэлса не удалось сделать запретным, но театр ГОСЕТ так и не был восстановлен.

### Семья
- Брат-близнец — Ефим (Хаим-Неух) Михайлович Вовси (1890—1959), адвокат, юрисконсульт Московского цирка.
- Старшие братья — Моисей (Мойше) (1882—?) и Лев (Лейб), актёр (сценический псевдоним Лев Неволин).
- Троюродный брат — Мирон Семёнович Вовси (1897—1960), врач-терапевт, генерал-майор медицинской службы (1943), академик АМН СССР (1948).
- Первая жена — Сара Львовна Кантор (1900—1932), дочь журналиста и общественного деятеля Л. О. Кантора (1849—1915).
  - Дочери — Нина Михоэлс (1925—2014), режиссёр, педагог ГИТИСа; Наталья Вовси-Михоэлс (1921—2014), театровед, автор книги «Мой отец Соломон Михоэлс» (1997).
- Зять — Моисей Вайнберг (1919—1996), композитор, пианист, народный артист РСФСР (1980).
- Вторая жена — Анастасия Павловна Потоцкая (1907—1981), биолог.

## Награды и звания
- Заслуженный артист Республики (1926)
- Народный артист РСФСР (1935)
- Народный артист СССР (1939)
- Сталинская премия второй степени (1946) — за постановку спектакля «Фрейлехс» З. Шнеера
- Орден Ленина (31 марта 1939) — за выдающиеся заслуги в развитии советского театрального искусства[10]
- Медаль «За доблестный труд в Великой Отечественной войне 1941—1945 гг.» (1946)

## Работа в театре

### Актёр
- 1919, 1921 — «Уриэль Акоста» К. Гуцкова — Уриэль Акоста
- 1921 — «Мазлтов» Шолом-Алейхема — реб Алтер
- 1921, 1927 — «Агенты» Шолом-Алейхема — Менахем-Мендель
- 1922 — «Колдунья» А. Гольдфадена — Гоцмах
- 1923 — «200 тысяч» Шолом-Алейхема — Шимеле Сорокер
- 1925 — «Ночь на старом рынке» И-Л. Переца — Бадхен
- 1922 — «Колдунья» А. Гольдфадена — Гоцмах
- 1923 — «200 тысяч» Шолом-Алейхема — Шимеле Сорокер
- 1927 — «Путешествие Вениамина III» М. Мойхер-Сфорима — Вениамин III
- 1930 — «Глухой» Д. Бергельсона — Глухой
- 1931 — «Четыре дня» М. Даниэля — Юлис
- 1935 — «Король Лир» У. Шекспира — Лир
- 1934 — «Миллионер, дантист и бедняк» Э. Лабиша — дантист Гредан
- 1937 — «Семья Овадиса» П. Маркиша — Зейвл Овадис
- 1938 — «Тевье-молочник» по Шолом-Алейхему — Тевье-молочник

### Режиссёр
- 1931 — «Нит гедайгет» П. Маркиша
- 1931 — «Четыре дня» М. Даниэля (совместно с С. Радловым)
- 1936 — «Разбойник Бойтре» М. Кульбака
- 1927 — «Семья Овадиса» П. Маркиша
- 1937 — «Суламифь» С. Галкина
- 1938 — «Тевье-молочник» по Шолом-Алейхему (1938 — ГОСЕТ, 1940 — Харьковский украинский драматический театр им. Т. Шевченко)
- 1940 — «Соломон Маймон» М. Н. Даниэля
- 1941 — «Блуждающие звёзды» по Шолом-Алейхему
- 1943 — «Муканна» Х. Алимджана (Узбекский театр драмы имени Хамзы)
- 1944 — «Чудесная история» И. Добрушина
- 1945 — «Фрейлехс» З. Шнеера
- 1946 — «Солнце не заходит» И. Фефера
- 1946 — «Леса шумят» А. Брата и Г. Линькова

## Фильмография
- 1925 — Еврейское счастье — Менахем-Мендель
- 1932 — Возвращение Нейтана Беккера — Цале Беккер
- 1935 — Лунный камень («Памир») — проводник
- 1936 — Цирк — зритель в цирке, исполняющий колыбельную песню
- 1938 — Семья Оппенгейм — Якоби, врач-офтальмолог

### Архивные кадры
- 1989 — Еврейское кладбище (документальный)
- 1990 — Соломон Михоэлс. Сцены из трагедии (документальный)
- 1997 — Личный враг Сталина. 1948 год (из цикла «XX век: русские тайны») (документальный)
- 2008 — Осколки убиенного театра (документальный)

## Память

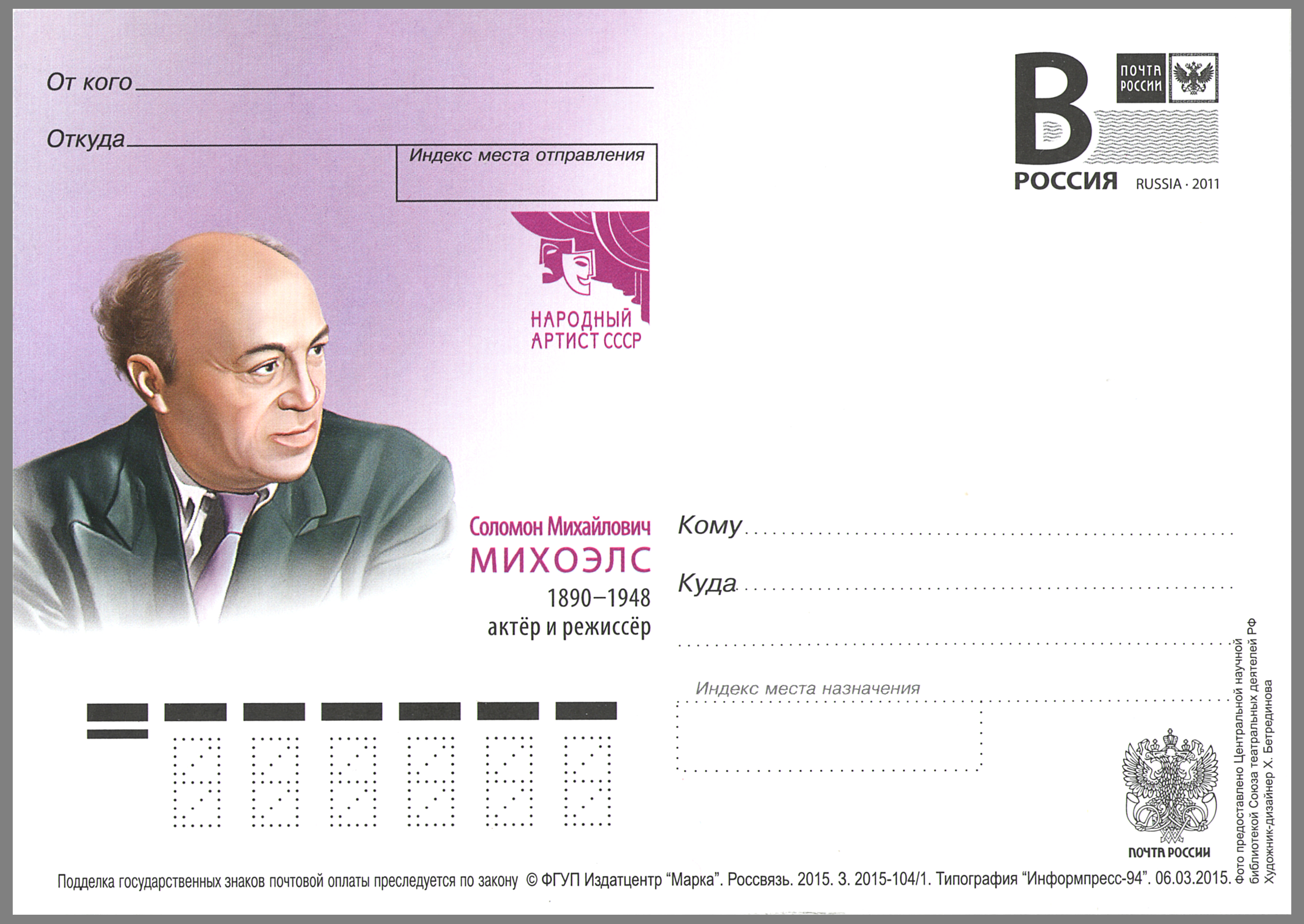
Почтовая карточка, выпущенная к 125-летию со дня рождения С. М. Михоэлса. Почта России, 2015 г.

- Овсей Дриз посвятил памяти С. Михоэлса стихотворение «Фиолетовый день».
- 12 февраля 1989 года в Москве был открыт Международный культурный центр имени Соломона Михоэлса. Его именем названы улицы в Тель-Авиве и Даугавпилсе.
- В 1990-е годы кинорежиссёр М. Авербух снял фильм «Личный враг Сталина», посвящённый памяти С. Михоэлса.
- В 2001 году вышел в свет диск Н. Болтянской под названием «Предупреждение», в который вошла песня «Посвящение Соломону Михоэлсу».
- А. и Г. Вайнерами написан роман «Петля и камень в зелёной траве» по мотивам убийства С. Михоэлса.
- А. Галич посвятил памяти С. Михоэлса песню «Поезд».
- С. Михоэлсу посвящена песня М. Мермана «Смерть короля Лира», звучащая в спектакле «Вельтмайстер аккордеон» («Вторая мировая»; поставлен Национальным академическим театром имени Янки Купалы в Минске)[11].
- В 1998 году было принято постановление № 332 Совета министров Беларуси об увековечении памяти народного артиста СССР Михоэлса Соломона Михайловича. Предусматривалось появление мемориальной доски на здании Государственного академического русского драматического театра имени М. Горького в Минске[12]. По состоянию на 12 января 2018 года постановление не выполнено[11].
- Драматург Зиновий Сагалов посвятил Соломону Михоэлсу пьесу «Графиня и Король».